# Gondwanatitan
Gondwanatitan là một chi khủng long, được Kellner & Azevedo mô tả khoa học năm 1999.